# Жіноча громада Буковини
«Жіноча громада на Буковині» — українське жіноче товариство на Буковині початку ХХ ст, значиме в українському феміністському русі.

## Передумови створення
На початок 1900-х рр. на теренах Герцогстві Буковина легально діяли дві жіночі організації: 
- «Мироносиці», як харитативна організація основні зусилля спрямовувала на благодійність і обмежувалась, здебільшого, буковинками греко-католицького віросповідання.
- «Общество русских женщин» через своє відверте москвофільство так і не стало популярним у більшості буковинок.

Те, що українське жіноцтво Буковини дозріло до активної громадської діяльності, продемонструвало створення таємної організації українських семінаристок «Кружок українських дівчат», ліквідованої в 1904 році.
Весною 1905 року у великодньому номері «Буковини» було надруковано звернення Омеляна Поповича «До Русинок на Буковині». корифей українського руху в краї закликав буковинок створити товариство, що згуртувало б жінок української національності без огляду на стани та конфесійну приналежність. Після цього звернення розпочалася активна підготовча робота до організації потужного жіночого товариства на Буковині, значну роль у якій відігравала дружина ініціатора — Вікторія Попович.

## Створення товариства
13 травня 1906 року у Чернівцях відбулися установчі збори, на яких засновано товариство «Жіноча громада». У зібранні взяла участь велика кількість жінок з різних населених пунктів Буковини. Серед засновниць чимало було представниць «Мироносиць» та колишніх учасниць «Кружка українських дівчат». Метою організації ініціаторками було визначено дбати про освіту українського жіноцтва як міського так і сільського, а також про економічне піднесення українського народу через розвиток господарства та домашнього промислу.
Головою товариства було обрано Емілію Кумановську, секретаркою — Константину Малицьку.
До сформованої управи товариства увійшли: Вікторія Попович, Катерина Чертенко-Костецька (представниця виділу «Мироносиць»), Марія Орелецька та Ольга Шкурган (остання голова «Кружка українських дівчат»).

## Австрійський період

### Просвітницька діяльність
Від початку діяльності товариства, його провід, наслідуючи приклад Наталії Кобринської, робив акцент на самоосвіті учасниць. Регулярно проводились різноманітні відчити в аудіторіях Чернівецького університету за участю професорів Степана Смаль-Стоцького, Омеляна Калужняцького, Єротея Пігуляка, Климентій Ганкевич тощо. Лекції читалися також самими активістками «Жіночої громади» — Зиновією Грушкевич, Ольгою Кобилянською.
Водночас було відкрито цілу мережу гуртків товариства у сільських районах краю — Вашківцях, Чорториї, Вижниці, Оршівцях, Волоці, Раранчі, Кіцмані, Чорногузах, Розтоках.
Безпосередньою організаторкою такого гуртка виступала як правило місцева активістка (сільська вчителька чи дружина місцевого пароха), і вже їй надавалась допомога центральним проводом товариства. Відповідальною за цей напрямок була Константина Малицька.
Відповідальною за дитячі садки була Євгенія Кордуба (дружина Мирона Кордуби), яка опікувалась місцевими дитячими установами, особливо українським садочком «Мироносиць». Водночас, завдяки її ініціативі та наполегливості, в Чернівцях «Жіночою громадою» було відкрито й нові садочки — два на околиці міста (на Монастиріську та Каличанці), і один (перед війною) в самому центрі.
В рамках просвітницького напрямку діяльності товариства організовувались аматорські театральні вистави. Регулярно організовувались «Шевченківські свята».
З особливим розмахом організувала «Жіноча громада» святкування 50-річчя своєї соратниці Ольги Кобилянської.

### Економічна діяльність
Поряд з просвітництвом, «Жіноча громада» активно включилася й у інший, передбачений статутом, напрямок діяльності. Завдяки ініціативі Зиновії Грушкевич в Чернівцях по вулиці Руській відкрили кравецьку майстерню, де дівчат навчали крою та шиттю. Все робилося для того, щоб залучити якнайбільше міської молоді в навчання практичній справі й розвинути національне та духовне виховання.
Майстерня дуже швидко розвинулася майже до промислових масштабів. Вже як підприємство (яке в народі називали «Кравецька робітня») її було розміщено при «Народному Домі». Поступово, поряд з одягом, почали шити й білизну для кількох місцевих магазинів. Завдяки зусиллям Емілії Стернюк та Єфрозинії Галіп було налагоджено постійні ринки збуту продукції. При цьому, збували не тільки продукцію «Кравецької робітні», а й допомагали в реалізації власних виробів українкам із сільських місцевостей Буковини, що було для останніх неабиякою допомогою.
Майстерня «Жіночої громади» дуже швидко стала широковідома і вважалася чи не найкращою в Чернівцях. В 1912 році для балу у крайового президента Ієроніма фон Алєсані робітницями товариства було пошито 12 суконь.
З 1909-го року при «Робітні» започаткували роботу вишивального цеху, який доробляв принесені буковинськими майстринями вироби для реалізації, а також виробляв власну продукцію. В 1911–1912 рр. тільки у «вишивальні» було задіяно близько 200 майстринь.
Водночас «Жіноча громада» не обмежувалась тільки реалізацією вишивок, яка проводилась доволі успішно. Організовувались тематичні виставки буковинської вишивки як в Чернівцях, так і за межами Буковини. У 1912 році «Жіноча громада» брала участь у «Виставці народного мистецтва» у Коломиї, що відбувалась під патронатом архікнягині Зіти. 1913-го року буковинська вишивка з успіхом демонструвалася у Києві та Газі. А з виставки у Відні «Жіноча громада» привезла золоту медаль. Після цього робітні товариства почали регулярно отримувати замовлення й зі столиці.

## Перша світова війна
З початком Першої світової у Чернівцях було створено «Комітет допомоги пораненим», організаторкою якого, разом з іншими жіночими організаціями, була й «Жіноча громада». Щоправда, робота в комітеті була нетривалою. Вже восени 1914 року майже вся Буковина була зайнята російськими військами, і в умовах прифронтової зони було заборонено діяльність всіх громадських організацій.
В середині 1917 року австрійські війська з союзниками відбили Буковину й просунулися на схід. Водночас у Чернівцях і в краї почалося відновлюватись цивільне життя.
У січні 1918 року у столиці краю було проведено перше післявоєнне зібрання «Жіночої громади», на якому визначили найближчі плани та обрано керівництво. Головою товариства стала Євгенія Кордуба, а секретаркою — Емілія Балицька.
У першу чергу зусилля активісток були спрямовані на відновлення роботи дитячих садочків, та надання допомоги пораненим українцям.
Того ж року «Жіноча громада» влаштувала в Чернівцях урочистий прийом воякам УСС на чолі з старшинами Дмитром Вітовським та Іваном Андрухом. Допомагав в організації заходів УСС-івський хор Гайворонського.
Осінь 1918 року була періодом, коли на уламках Австро-Угорської імперії намагалися створити ЗУНР й об'єднати всіх українців в єдиній державі. У формуванні західно-українського державного утворення в складі буковинської делегації УНРади брали участь й представниці жіноцтва краю. Зокрема, Михайлина Левицька та Ксенія Добрянська. Представниці «Жіночої громади» брали найактивнішу участь у підготовці та проведенні Буковинського віча (3 листопада 1918), й організації української влади на Буковині.
Але не зважаючі ні на що, у кінці цього ж року Румунським королівством була окупована вся територія Буковини.

## Румунська окупація

### Відновлення діяльності
Окупаційним режимом відразу було введено стан облоги на теренах Буковини, й заборонено діяльність всіх українських організацій. Перші три роки румунської окупації активістки «Жіночої громади» разом з представницями інших українських жіночих організацій змушені були працювати у рамках неформального об'єднання «Комітет українських жінок».
Основними напрямками діяльності останнього було надання допомоги: ув'язненим окупаційним режимом лідерам та активістам українського руху Буковини, тим хто повертався з фронту, дітям загиблих на полях війни українців. Поряд з цим «Комітетом» було налагоджено постійний зв'язок з таборами для інтернованих українських вояків у Брашові та Ораді, куди регулярно (аж до їх закриття) відправлялися одяг, харчі та література.
1921–1925 рр. стали періодом відновлення «Жіночої громади», який виявився досить складним. Українці Буковини, після поразки 1918 року, у своїй переважній більшості були зневірені та деморалізовані. У зв'язку з цим було вирішено зробити акцент на культурно-освітній напрямок роботи. Було організовано цілу низку «відчитів», дитячі вистави, курси народних танців, організовано урочистості з нагоди 35-ліття творчої діяльності Ольги Кобилянської.
З 1921–1922 навчального року завдяки «Жіночій громаді» при «Українському Народному Домі» почала діяти їдальня для студентської та учнівської молоді.
Делегатки від «Жіночої громади» брали участь у Конгресі українок у Львові (1921).
1922-го р. товариство розгорнуло широкомасштабну акцію із захисту українських шкіл на Буковині. Було направлено делегацію українських матерів до секретаріату та королеви Марії.
У жовтні 1925 року делегаткою «Жіночої громади» на жіночому конгресі національних меншин в Бухаресті була Ольга Гузар, яка сміливо виступила на захист всього українства Румунії. Того ж року при «Народному Домі» було відкрито дитячу установу, де на повному пансіоні перебувало двадцятеро дітей-сиріт. Розпочалась підготовка і збір коштів для спорудження в Чернівцях «Будинку для сиріт».
Незважаючи на відсутність в Королівстві Румунія виборчих прав у жінок, буковинкам 1926-го р. вдалося добитися обрання двох українок (Катерини Костецької та Михайлини Левицької) до «Громадської ради Чернівців».
1927-го р. було проведено низку успішних виставок вишивки, організовано урочистості з нагоди 40-річчя творчої діяльності О.Кобилянської, влаштовано прийом у Чернівцях Карін Мікаеліс.

### Наперекір обставинам
Усвідомлюючи необхідність пошуку нових підходів з огляду на складні умови окупації, 2 лютого 1929 року в Чернівцях проведено перший післявоєнний жіночий з'їзд українок Буковини під головуванням Ольги Гузар. Почесною головою було обрано О. Ю. Кобилянську. Зібрання ухвалило рішення про реорганізацію роботи «Жіночої громади», поширення її діяльності на всі населені пункти краю, запланувало низку заходів для покращення економічного становища на селі. Крім того, засновано «Жіночий Національний Фонд», який повинен був акумулювати ресурси для потреб дитячих садків, сиротинця, майстерень. У планах було відновлення роботи жіночої бурси.
Необхідність розвивати економічний напрямок діяльності «Жіночої громади» підтвердилася під час проведення другого жіночого з'їзду (восени 1931). Крім того, на зібранні все голоснішими ставали заклики про необхідність активізації поширення на Буковині української національної ідеї.
У рамках економічного напрямку товариством було організовано «Курси кооперативного підприємництва», до яких проявляла підвищений інтерес місцева молодь.
Новаторством «Жіночої громади» були регулярні «медичні рейди» у села Буковини, що отримали надзвичайно позитивну оцінку від місцевого населення.
Новим етапом в діяльності товариства стала допомога жертвам голодомору в Україні (1932–1933). Багатьом людям вдавалося вибратися з УРСР чи залишитись живими у перестрілках на кордоні. Допомога їм стала однією з головних напрямків діяльності «Жіночої громади».
1933-го р., поряд з іншою діяльністю, товариство з успіхом узяло участь у виставці народного промислу в Чикаго, долучилося до облаштування надгробку Іванові Франко у Львові.
У 1930-х рр. «Жіноча громада» (як і весь український рух Буковини) намагалася вирішувати ще одну проблему — нестачу кадрів. Найбільш активних громадян (українську інтелігенцію) Буковини окупаційний режим фактично відправляв у «заслання» вглиб королівства. Вийти з цієї непростої ситуації допомогли українські студентки з товариств «Запороже» та «Чорноморе». Зокрема, саме за допомоги цих дівчат проводились регулярні дитячі «літні курси» з вивчення української мови.
Влітку 1934 року «Жіночу громаду» відвідала Софія Русова, яка була в захваті від організації роботи товариства. Особливо з огляду на умови, в яких воно змушене було працювати.
У другій половині 1930-х товариство продовжувало активно працювати на культурно-освітньому напрямку, наскільки це було можливо й дозволялося окупаційним режимом. Перед Другою світовою на Буковині знову відновлено «стан облоги» й заборонено діяльність всіх українських товариств. Власне як і будь-яку найменшу активність українства.

## Відродження
У 1990-ті за ініціативи та зусиллями національно-свідомої інтелігенції на Буковині почалося відродження українського Жіночого Руху. Зокрема, створені «Жіноча асоціація», «Союз українок», а 26 січня 1993 року письменниця, журналістка і громадська діячка Галина Тарасюк зареєструвала «Жіночу Громаду Буковини». На установчих зборах організації її було обраного головою, а до Ради Громади ввійшли відомі буковинки: журналістка, заввідділу культури обласного радіо Любомира Паранюк, головна лікарка міської дитячої лікарні Наталя Шевчук, ведуча інженерка-фізик одного з провідних чернівецьких наукових інститутів Людмила Кушнерик, директорка інтернату для дітей-сиріт Тамара Мінченко, відома буковинська майстриня і художниця Олена Чорногуз, директорка музею Володимира Івасюка Паша Нечаєва, директорка обласного художнього музею Тетяна Дугаєва, працівниця банку Світлана Житарюк та ін.
«Жіноча Громада Буковини» розпочала свою діяльність з благодійності. Зокрема, з моральної і матеріальної допомоги дитячим і старечим сиротинцям, дітям з інвалідністю, чорнобильцям та постраждалим від місцевого лиха – алопеції. Чернівецькі «громадянки» також опікувалися талановитими дітьми Буковини, проводили конкурси поезії та художньої творчості для юнацтва, були співорганізаторками фестивалю «Надія» та конкурсу імені Володимира Івасюка для обдарованих школярів та школярок. Також сприяли виданню дитячих поетичних збірок, як-то відродженого альманаху «Ластівка»; допомогли видати перші поетичні збірки талановитим поетесам – інвалідам дитинства Ганні Дущак та Людмилі Ільїній, організовували благодійні виставки жінок-художниць та народних майстринь.
Дякуючи тісній співпраці з американськими, канадськими та європейськими феміністськими організаціями, в тім числі і з Австрійським католицьким жіночим рухом, оздоровлювали дітей з алопецією, чорнобильців та сиріт у санаторіях за кордоном, надавали посильну гуманітарну допомогу багатодітним та малозабезпеченим сім’ям. У 1993 році очільниця організації Галина Тарасюк у складі групи народних дипломатів і громадських діячів України відвідала США з метою обміну досвідом діяльності з тамтешніми громадськими організаціями. 
«Жіноча Громада Буковини» була серед ініціаторів заснування 15 серпня 1997 року Ордену княгині Ольги (державної нагороди України для відзначення жінок за визначні заслуги в державній, виробничій, громадській, науковій, освітянській, культурній, благодійницькій та інших сферах суспільної діяльності, вихованні дітей у сім'ї) та Всеукраїнського Дня матері.
У 2000 році, після переїзду голови ЖГБ Галини Тарасюк у Київ, Громаду очолили відомі громадські діячки і науковці Людмила Кушнерик та Наталя Шевчук.

## Керівниці «Жіночої громади»
- Емілія Кумановська (1906–1908)
- Меланія Цегельська (1908–1909)
- Емілія Смаль-Стоцька (1909–1912)
- Єфрозинія Галіп (1912–1914)
- Євгенія Кордуба (1917–1919)
- Михайлина Левицька (1919–1921) — «Комітет українських жінок»
- Зеновія Грушкевич (1921–1925)
- Ванда Лукашевич (1925–1930)
- Ольга Гузар (1930–1932)
- Стефанія Безбородько (1932–1934)
- Аглая Федорович (1934–1938)
- Іванна Гордійчук (1938)